# Hyper Space Warp
Hyper Space Warp ist die Bezeichnung eines Stahlachterbahnmodells des Herstellers Vekoma, welches erstmals 2019 ausgeliefert wurde.
Die 720 m lange Strecke verfügt über drei Inversionen: einen Sidewinder und zwei Korkenzieher. Die Züge werden per Kettenlifthill in die Höhe gezogen und erreichen eine Höchstgeschwindigkeit von 78 km/h.

## Standorte
| Achterbahn         | Betreiber                    | Land                | Eröffnungsjahr |
| ------------------ | ---------------------------- | ------------------- | -------------- |
| Celestial Gauntlet | Oriental Heritage (Changsha) | Volksrepublik China | 2019           |
| Flying Dragon      | Oriental Legend              | Volksrepublik China | 2019           |
| Stag’s Gauntlet    | Oriental Heritage (Taiyuan)  | Volksrepublik China | 2021           |
| unbekannter Name   | Fantawild (Xuzhou)           | Volksrepublik China | 2023           |
| unbekannter Name   | Oriental Heritage (Yingtan)  | Volksrepublik China | 2024           |